# Fago Φ6
El fago Φ6 (léase fago Fi 6) es el bacteriófago mejor estudiado de la familia de virus Cystoviridae. Infecta a la bacteria Pseudomonas (típicamente P. syringae patógena de plantas). Tiene un genoma de ARN de doble cadena, segmentado y en tres partes, con un total de aproximadamente 13.5 kb de longitud. El fago Φ6 y sus congéneres tienen una membrana lipídica alrededor de su cápside del núcleo, un rasgo raro entre los bacteriófagos. Es un fago lítico, aunque en ciertas circunstancias se ha observado que muestra un retraso en la lisis que puede describirse como un «estado portador». 
tiene como función principal infectar la célula de hospedero, las enfermedades que acusan son parvovuris, meningutis aguda y grave. no tienen cura 